# هانس موزر
هانس موزر (بالألمانية: Hans Moser)‏ (و. 1880 – 1964 م) هو كاتب سيناريو، وممثل مسرحي، وممثل أفلام نمساوي، ولد في فيينا، توفي في فيينا، عن عمر يناهز 84 عاماً، بسبب سرطان.

## جوائز
حصل على جوائز منها:
- الجائزة التشريفية للفيلم الألماني  [لغات أخرى]‏ (1962)
- ميدالية كاينز  [لغات أخرى]‏
- Ring of Honour of the City of Vienna [الإنجليزية]‏.

## وصلات خارجية
- هانس موزر على موقع IMDb (الإنجليزية)
- هانس موزر على موقع روتن توميتوز (الإنجليزية)
- هانس موزر على موقع مونزينجر (الألمانية)
- هانس موزر على موقع ألو سيني (الفرنسية)
- هانس موزر على موقع ميوزك برينز (الإنجليزية)
- هانس موزر على موقع أول موفي (الإنجليزية)
- هانس موزر على موقع قاعدة بيانات برودواي على الإنترنت (الإنجليزية)
- هانس موزر على موقع قاعدة بيانات الأفلام السويدية (السويدية)
- هانس موزر على موقع ديسكوغز (الإنجليزية)
- هانس موزر على موقع قاعدة بيانات الفيلم (الإنجليزية)